# NGC 170
NGC 170 es una galaxia lenticular localizada en la constelación de Cetus.